# Lysandra rosconiteus
Lysandra rosconiteus är en fjärilsart som beskrevs av Charles Oberthür. Lysandra rosconiteus ingår i släktet Lysandra och familjen juvelvingar. Inga underarter finns listade i Catalogue of Life.